# Fremad Amager
Az Boldklubben Fremad Amager, egy dán labdarúgócsapat. 1910-ben alapították, jelenleg a másodosztályban szerepelnek.

## Sikerek
Dán bajnokság
- Második: 1939-40, 1940-41
- Harmadik: 1946-47

Dán kupa
- Döntős: 1972

## Jelenlegi keret
2023. március 7. szerint.
| #  |     | Poszt | Név                 |
| -- | --- | ----- | ------------------- |
| 1  | DEN | K     | Jacob Pryts Larsen  |
| 2  | DEN | V     | Emil Staugaard      |
| 3  | DEN | V     | Pierre Kanstrup     |
| 4  | DEN | V     | Christian Friedrich |
| 5  | DEN | V     | Jacob Haahr         |
| 6  | DEN | KP    | Christoffer Palm    |
| 7  | DEN | CS    | Lucas Haren         |
| 8  | DEN | CS    | Gustav Marcussen    |
| 9  | CIV | CS    | Yannick Agnero      |
| 10 | DEN | KP    | Markus Bay          |
| 11 | DEN | CS    | Jakob Johansson     |
| 12 | DEN | CS    | Mikkel Lejbowicz    |

| #  |     | Poszt | Név                     |
| -- | --- | ----- | ----------------------- |
| 13 | DEN | KP    | Mads Aaquist            |
| 14 | DEN | V     | Hans Christian Bonnesen |
| 15 | DEN | V     | Peter Jul Nielsen       |
| 16 | DEN | KP    | Mikkel Basse            |
| 17 | DEN | V     | Cornelius Allen         |
| 19 | DEN | KP    | Hektor Eusebius         |
| 20 | DEN | KP    | Christian Køhler        |
| 21 | DEN | CS    | David Boysen            |
| 23 | DEN | CS    | Henrik Meister          |
| 24 | DEN | K     | Oliver Funch            |
| 45 | DEN | CS    | Christoffer Boateng     |

## Külső hivatkozások
- Hivatalos honlap